# Schutzverantwortung
Die Schutzverantwortung (auch Verantwortung zum Schutz; englisch Responsibility to Protect, auch R2P oder RtoP abgekürzt) ist ein Konzept der internationalen Politik und des Völkerrechts zum Schutze des Menschen vor schweren Menschenrechtsverletzungen und Brüchen des humanitären Völkerrechts.

## Gegenstand und Anwendung
Die Schutzverantwortung trifft zunächst den Einzelstaat und umfasst seine Pflicht, das Wohlergehen der ihm kraft seiner Personal- oder Gebietshoheit unterstellten Bürger zu gewährleisten. Bei der Wahrnehmung dieser Verantwortung wird er von der internationalen Staatengemeinschaft unterstützt, der eine subsidiäre Schutzverantwortung zukommt. Ist jedoch die politische Führung eines Staates nicht fähig oder willens, seine Bürger vor schweren Menschenrechtsverletzungen zu schützen, darf die internationale Staatengemeinschaft zum Schutz der bedrohten Bevölkerung eingreifen. Dazu stehen ihr nach Maßgabe der Charta der Vereinten Nationen zivile und militärische Mittel zur Verfügung, über deren Einsatz der Sicherheitsrat entscheidet.

## Theoretische Grundlage
Theoretische Grundlage ist die Definition von Souveränität als Verantwortung (sovereignty as responsibility), wonach ein Staat Verantwortung für den Schutz seiner Bevölkerung übernehmen muss, um als souverän zu gelten. Die R2P hilft damit, universale Moralvorstellungen zum Schutz des Menschen international zu verwirklichen. Als schwere Menschenrechtsverletzungen, zu deren Unterbindung die subsidiäre Schutzverantwortung der R2P zum Tragen kommen kann, werden Völkermord, Kriegsverbrechen, Verbrechen gegen die Menschlichkeit und ethnische Säuberungen identifiziert.

## Entwicklung
Die Schutzverantwortung wurde maßgeblich von der International Commission on Intervention and State Sovereignty (ICISS) in den Jahren 2000/2001 entwickelt und international verbreitet, wenngleich sich ihre wesentlichen Züge bereits seit längerem in der politischen und rechtlichen Diskussion befanden. Auf dem Weltgipfel 2005 (2005 World Summit) der Vereinten Nationen in New York wurde sie – beschränkt auf den Schutz der Bevölkerung vor Völkermord, Kriegsverbrechen, ethnischer Säuberung und Verbrechen gegen die Menschlichkeit – von fast allen Staaten der Erde in einer (völkerrechtlich allerdings nicht verbindlichen) Erklärung (General Assembly Resolution 60/1, kurz A/RES/60/1) vom 24. Oktober 2005 ausdrücklich anerkannt und im folgenden Jahr in Resolution 1674 des UN-Sicherheitsrats erstmals in einem völkerrechtlich verbindlichen Dokument erwähnt. UNO-Generalsekretär Ban Ki-moon veröffentlichte 2009 einen Bericht zur Umsetzung der Schutzverantwortung, die auf drei Säulen basiert und insbesondere die Bedeutung einer rechtzeitigen Erkennung und Einleitung von präventiven Maßnahmen bei derartigen Verbrechen hervorhebt.

### Gliederung nach dem Entwurf der ICISS
Nach dem Entwurf der ICISS gliedert sich die R2P in drei Teilverantwortlichkeiten: die Responsibility to Prevent, die Responsibility to React und die Responsibility to Rebuild:
1. Die Pflicht zur Prävention zielt auf die Vermeidung von Situationen, in denen es zu schweren Menschenrechtsverletzungen kommt, insbesondere durch den Aufbau einer guten Verwaltung (good governance) und die Bekämpfung tiefverwurzelter Ursachen für Konflikte (root causes). Auch eine Anklage vor dem Internationalen Strafgerichtshof ist insoweit denkbar.
2. Die Pflicht zur Reaktion verpflichtet zu einer Beseitigung bzw. Unterbindung von Menschenrechtsverletzungen. Mittel hierzu sind nicht-militärische Zwangsmaßnahmen der Staatengemeinschaft wie Waffenembargos und das Einfrieren von Bankkonten. Als ultima ratio kommen auch militärische Interventionen in Betracht, wenngleich diese nur in zwei eng umrissenen Situationen gerechtfertigt sein sollen: im Falle eines Massensterbens (large scale loss of life, actual or apprehended, with genocidal intent or not, which is the product either of deliberate state action, or state neglect or inability to act, or a failed state situation) und im Falle einer ethnischen Säuberung (large scale “ethnic cleansing”, actual or apprehended, whether carried out by killing, forced expulsion, acts of terror or rape).[7] Die Befugnis, eine solche militärische Intervention zu autorisieren, geht gemäß der R2P jedoch nicht auf einzelne Staaten über, sondern verbleibt beim Sicherheitsrat der Vereinten Nationen.
3. Die Pflicht zum Wiederaufbau verpflichtet schließlich zu einer Konfliktnachsorge. Wichtigste Mittel sind hierbei das Entwaffnen und Versöhnen ehemals verfeindeter Gruppen sowie der Wiederaufbau zerstörter Infrastruktur. Unterstützend kommt hierbei die Kommission für Friedenskonsolidierung zum Einsatz.

Des Weiteren müssen folgende Bedingungen gegeben sein, die den Bedingungen für den gerechtfertigten Einsatz militärischer Mittel (für das bellum iustum, den gerechten Krieg) generell entsprechen: 
1. legitimate authority: Es bedarf einer legitimen Autorität, die die humanitäre Intervention erlaubt (zumeist der Sicherheitsrat der Vereinten Nationen).
2. right intention: Die intervenierenden Staaten müssen vorrangig das Motiv haben, Menschenrechtsverletzungen zu verhindern und zu stoppen.
3. last resort: Eine militärische humanitäre Intervention muss den letzten Ausweg darstellen.
4. proportional means: Die Verhältnismäßigkeit der eingesetzten Mittel muss bedacht werden.
5. reasonable prospects: Es muss eine realistische Aussicht auf Erfolg der Mission bestehen.

Von der humanitären Intervention unterscheidet sich die Schutzverantwortung in dreifacher Weise:
1. Der dem Konzept der humanitären Intervention immanente Rechtfertigungszwang bedingt eine starke Zurückhaltung der Staaten, in innerstaatliche Konflikte aktiv einzugreifen. Diese Zurückhaltung zeigte sich insbesondere während des Völkermords in Ruanda – mit verheerenden Folgen. Die Schutzverantwortung verlagert den völkerrechtlichen Rechtfertigungsdruck für ein Handeln der Staaten bei Menschenrechtsverletzungen, indem sie entsprechende Pflichten formuliert.
2. Die Souveränität eines Staates und das daraus hervorgehende absolute Interventionsverbot, wie es Art. 2 Ziff. 7 der Charta der Vereinten Nationen gewährleistet, werden durch die Schutzverantwortung neu definiert. Als Folge eines Verstoßes gegen seine Schutzverantwortung verwirkt ein Einzelstaat sein Recht auf Nichteinmischung in seine internen Angelegenheiten.
3. Die humanitäre Intervention betrifft allein die Rechtfertigung militärischer Maßnahmen und damit nur einen Teilaspekt der Schutzverantwortung. Mit ihren Präventions-, Reaktions- und Wiederaufbauelementen verfolgt letztere einen weit umfassenderen Ansatz.

### Weltgipfel 2005, Abschlusserklärung

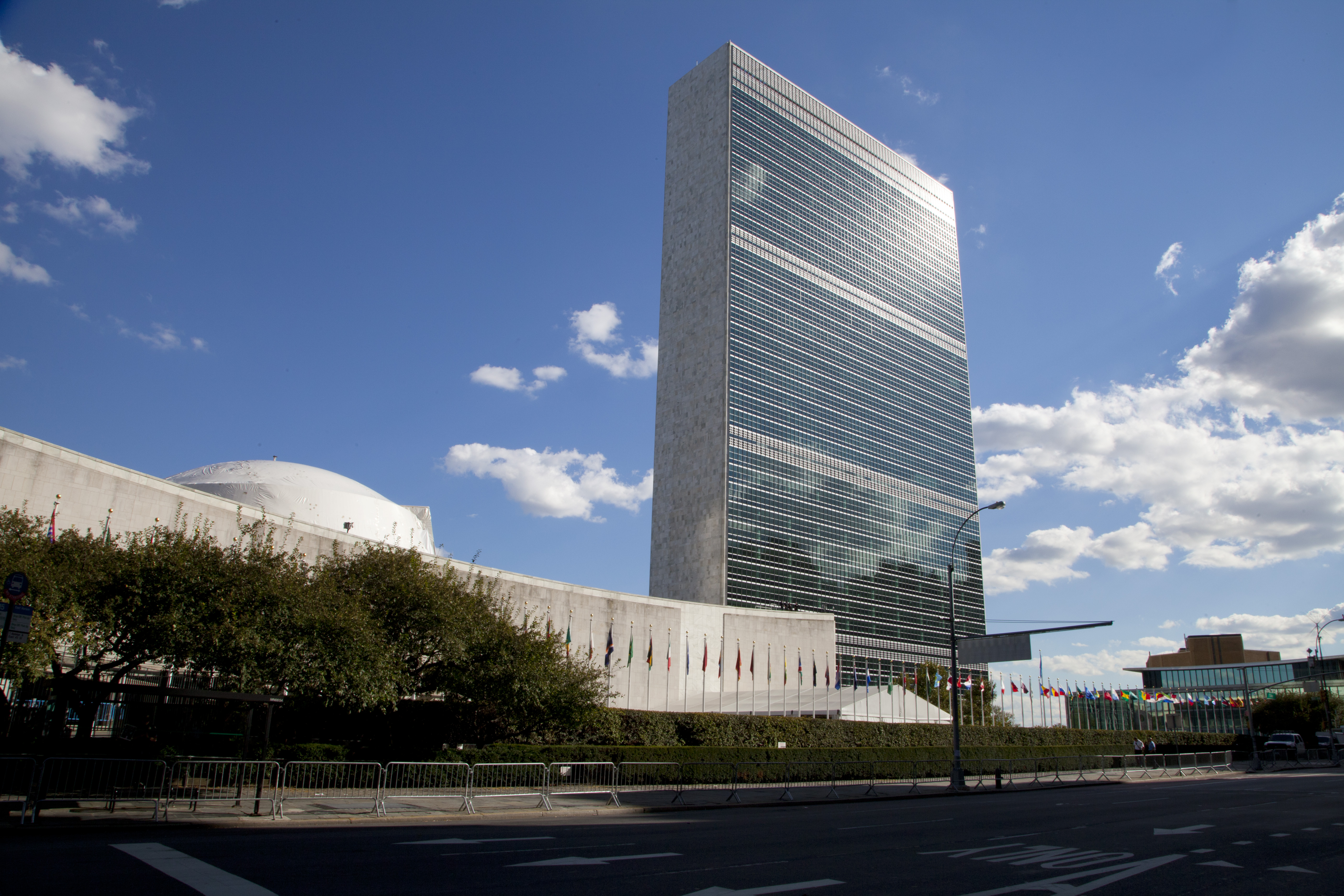
UN-Hauptquartier, Tagungsort des Weltgipfels 2005

Die Abschlusserklärung A/RES/60/1 vom 24. Oktober 2005 enthält folgende Ausführungen zur Schutzverantwortung:
138. Jeder einzelne Staat hat die Verantwortung für den Schutz seiner Bevölkerung vor Völkermord, Kriegsverbrechen, ethnischer Säuberung und Verbrechen gegen die Menschlichkeit. Zu dieser Verantwortung gehört es, solche Verbrechen, einschließlich der Anstiftung dazu, mittels angemessener und notwendiger Maßnahmen zu verhüten. Wir akzeptieren diese Verantwortung und werden im Einklang damit handeln. Die internationale Gemeinschaft sollte gegebenenfalls die Staaten ermutigen und ihnen dabei behilflich sein, diese Verantwortung wahrzunehmen, und die Vereinten Nationen bei der Schaffung einer Frühwarnkapazität unterstützen.
139. Die internationale Gemeinschaft hat durch die Vereinten Nationen auch die Pflicht, geeignete diplomatische, humanitäre und andere friedliche Mittel nach den Kapiteln VI und VIII der Charta einzusetzen, um beim Schutz der Bevölkerung vor Völkermord, Kriegsverbrechen, ethnischer Säuberung und Verbrechen gegen die Menschlichkeit behilflich zu sein. In diesem Zusammenhang sind wir bereit, im Einzelfall und in Zusammenarbeit mit den zuständigen Regionalorganisationen rechtzeitig und entschieden kollektive Maßnahmen über den Sicherheitsrat im Einklang mit der Charta, namentlich Kapitel VII, zu ergreifen, falls friedliche Mittel sich als unzureichend erweisen und die nationalen Behörden offenkundig dabei versagen, ihre Bevölkerung vor Völkermord, Kriegsverbrechen, ethnischer Säuberung und Verbrechen gegen die Menschlichkeit zu schützen. Wir betonen die Notwendigkeit, dass die Generalversammlung die Verantwortung für den Schutz von Bevölkerungsgruppen vor Völkermord, Kriegsverbrechen, ethnischer Säuberung und Verbrechen gegen die Menschlichkeit und die sich daraus ergebenden Auswirkungen eingedenk der Grundsätze der Charta und des Völkerrechts weiter prüft. Wir beabsichtigen außerdem, uns erforderlichenfalls und soweit angezeigt dazu zu verpflichten, den Staaten beim Aufbau von Kapazitäten zum Schutz ihrer Bevölkerung vor Völkermord, Kriegsverbrechen, ethnischer Säuberung und Verbrechen gegen die Menschlichkeit behilflich zu sein und besonders belasteten Staaten beizustehen, bevor Krisen und Konflikte ausbrechen.
140. Wir unterstützen uneingeschränkt die Mission des Sonderberaters des Generalsekretärs für die Verhütung von Völkermord.
Die in ihr festgelegte R2P ist beschränkter als der Entwurf der ICISS, als dass sie auf den Schutz der Bevölkerung vor einer Liste spezieller Verbrechen (Völkermord, Kriegsverbrechen, ethnische Säuberung und Verbrechen gegen die Menschlichkeit) eingeschränkt ist. Es ist auch nicht die Rede von einer Interventionspflicht, sondern von einer Bereitschaft. Die Erklärung erwähnt auch nicht die im ICISS-Entwurf aufgeführten Bedingungen für den gerechtfertigten Einsatz militärischer Mittel oder den Wiederaufbau.
Die in der Abschlusserklärung A/RES/60/1 festgelegte R2P hat keine völkerrechtliche Bindungswirkung.
Jedoch wird durch sie deutlich, dass ein Regime sich gegenüber der internationalen Gemeinschaft nicht auf das völkerrechtliche Gebot der Nichteinmischung in innere Angelegenheiten berufen kann, wenn es bestimmte Verbrechen an der eigenen Bevölkerung ausführt.

### Entwicklungen nach 2005
Erneut von Bedeutung war die Schutzverantwortung während des Bürgerkrieges in Libyen. In den zwei Resolutionen 1970 und 1973 ermahnte der Sicherheitsrat die libysche Regierung, ihre Verantwortung gegenüber der eigenen Bevölkerung wahrzunehmen. Aus diesen zwei Resolutionen geht nicht hervor, ob die Schutzverantwortung von der libyschen Regierung auf die internationale Gemeinschaft übergeht und ob dies eine Grundlage für Maßnahmen mit militärischen Mitteln auf Grundlage eines Sicherheitsratsmandats nach Kapitel VII der UN-Charta darstellt.
Der internationale Militäreinsatz in Libyen 2011 gilt als Präzedenzfall der Anwendung der R2P.
Nach der Resolution 1973 bezog sich der Sicherheitsrat in mehreren Resolutionen ausdrücklich auf A/RES/60/1 oder die Resolution 1674. Weitere Resolutionen griffen ohne Nennung dieser Dokumente die Schutzverantwortung von Staaten bzw. der internationalen Gemeinschaft auf.
Die Anwendung von R2P in Libyen ebenso wie ihre Nichtanwendung in anderen Situationen, insbesondere im Bürgerkrieg in Syrien, war immer wieder Gegenstand von Auseinandersetzungen und Kritik. Beispielsweise schreibt die Deutsche Gesellschaft für die Vereinten Nationen: „Im Zuge der massiven Kritik im Nachgang der NATO-Intervention wurde westlichen Staaten vorgeworfen, sie hätten das eigentliche Ziel – die Zivilbevölkerung vor gravierenden Menschenrechtsverletzungen zu schützen – für ihre eigenen Zwecke missbraucht. Die Zurückhaltung des UN-Sicherheitsrats gegenüber der Gewalt in Syrien verschärfte die Debatten und warf die Frage auf, warum hier kein vergleichbares entschlossenes Handeln unter Berufung auf die Schutzverantwortung stattfand.“
Seit der Anwendung der Norm beim NATO-Militäreinsatz in Libyen betrachtet auch die Politikwissenschaft die etwaige Ausnutzung von UN-Mandaten zu eigenen Zwecken durch die autorisierten Akteure stärker und systematischer. So ist ein allgemeiner Trend zu mehr Kontrolle der Einsätze durch die UN festzustellen. Die Grundproblematik solcher Einsätze ist die Notwendigkeit, sie an Dritte zu delegieren, die diese Autorisation ausnutzen können. Dabei sind zwei verschiedene Szenarien zu unterscheiden: Der erste Fall behandelt solche, bei denen einer oder mehrere der Mitgliedsstaaten des Sicherheitsrates selbst den Militäreinsatz ausführen (wie etwa in Libyen). Dort können die entsprechenden Sicherheitsratsmitglieder ihre institutionelle Macht nutzen, um die Kontrollmechanismen gering zu halten. Der zweite Fall betrifft all die Missionen, bei denen die implementierenden Akteure nicht Teil des Sicherheitsrates sind. Dort führen stärkere Kontrollmechanismen zu einer geringen Mandatsausnutzung durch die autorisierten Staaten oder Allianzen bei der Implementation der UN-Resolution.

## Kritik
Es wird kritisiert, dass die R2P ihrem eigenen Auftrag nicht gerecht werde: Sie sei nicht neutral, da sie der Parteipolitik der Großmächte verhaftet bleibe; ihre universelle Gültigkeit sei nicht glaubhaft, zumal kein Konsens über die Bedingungen für die Geltendmachung von R2P bestehe; als Konsequenz mangelnder Neutralität und Universalität stehe ihre Legitimität infrage.
Kritiker des Prinzips wenden zudem ein, dass mit der Schutzverantwortung das Prinzip der Nichteinmischung in die inneren Angelegenheiten eines Staates ausgehebelt werde, das in der UN-Charta als Rechtsprinzip verankert ist. Ein Konzept der Schutzverantwortung, das nicht ohne Ansehen der Umstände angewendet wird, verliere an Bedeutung und Akzeptanz, und die Entscheidung zwischen Schutz oder Nichteinmischung werde zu einer Frage der politischen Opportunität. Weiterhin wird eingewendet, dass nicht jede Kriegshandlung innerhalb eines Staates als Völkermord zu werten sei und dass die Schwierigkeiten eines demokratischen State-Building ohne historisches Fundament und nach einem von außen erzwungenen Regimewechsel oft unterschätzt würden. Befürworter der Norm argumentieren hingegen, dass die Schutzverantwortung einen historischen Schritt zur Verhinderung schwerster Menschenrechtsverletzungen darstelle.